# The Mask (1994)
The Mask is een Amerikaanse komische film uit 1994, losjes gebaseerd op de gelijknamige stripserie van Dark Horse Comics. De film werd geregisseerd door Charles "Chuck" Russell, geproduceerd door Dark Horse Entertainment en New Line Cinema, en kwam uit op 29 juli 1994. Hoofdrollen waren er voor Jim Carrey, Cameron Diaz en Peter Greene. De film werd positief ontvangen en was de op drie na best verkopende film uit dat jaar. Deze viel op door haar vooruitstrevende speciale effecten en werd genomineerd voor een Oscar voor beste visuele effecten. Hoofdrolspeler Jim Carrey werd voor zijn rol genomineerd voor een Golden Globe. De film kreeg een spin-off in de vorm van een animatieserie The Mask: The Animated Series en in 2005 verscheen een vervolg getiteld Son of the Mask. De film betekende het begin van een succesvolle filmcarrière voor Cameron Diaz.

## Verhaal
De film gaat over de bankmedewerker genaamd Stanley Ipkiss. Hij is een verlegen pechvogel, die regelmatig wordt geplaagd door vrijwel iedereen in zijn omgeving. Zijn baas, zijn kamerverhuurster en zelfs de monteurs van zijn garage maken misbruik van hem. Zijn enige vrienden zijn z’n collega Charlie, en zijn hondje Milo.
Ondertussen heeft een ambitieuze gangster genaamd Dorian Tyrell, die de exclusieve nachtclub Coco Bongo runt maar nog meer wil, het plan om baas Niko af te zetten en zelf zijn plaats in te nemen. Hij stuurt zijn vriendin, Tina Carlyle naar Stanley’s bank met een verborgen camera, als onderdeel van Tyrell’s plan om de bank te beroven.
Stanley wordt op slag verliefd op Tina, en zij lijkt ook geïnteresseerd in hem. Die nacht krijgt Stanley autopech op een brug. Hij denkt dat hij een persoon in het water ziet drijven en schiet te hulp, maar het blijkt enkel een houten masker tussen ander zwerfafval te zijn. Die avond thuis zet hij voor de grap het masker eens op. Het masker versmelt zich echter met Stanley’s gezicht en verandert hem in een personificatie van zijn diepste verlangens: een tekenfilmachtig figuur met een groen hoofd en onbeperkte krachten. Met de krachten die het masker hem geeft neemt Stanley wraak op een straatbende, en op de automonteurs die hem eerder die dag hebben opgelicht. Wanneer hij de volgende dag wakker wordt in zijn bed, denkt hij dat het allemaal een droom was. Dit verandert als hij ondervraagd wordt over de dingen die hij als “The Mask” heeft gedaan door politie-inspecteur Kellaway, en nieuwsreporter Peggy Brandt.
Die avond besluit Stanley tegen zijn voornemens in het masker nogmaals te gebruiken zodat hij naar de Coco Bongo kan gaan en Tina, die daar als zangeres optreedt, het hof kan maken. Omdat hij geen geld heeft, besluit hij de bank waar hij werkt te beroven. Hierdoor verstoort hij de plannen van Dorian en zijn bende. In de Coco Bongo geeft hij met de krachten van het masker een spectaculaire show weg, totdat Dorian hem confronteert met de bankoverval. Wanneer Stanley weet te ontkomen, zet Dorian een prijs op het hoofd van deze “groene maniak”. Stanley wordt ook het doelwit van Kellaway, die in de Coco Bongo een stukje van Stanley’s pyjama vond.
Stanley laat het masker onderzoeken door een expert, en komt erachter dat het een beeltenis is van de Noorse onheilsgod Loki. Tevens blijkt het masker alleen 's nachts te werken. Die avond ontmoet Stanley, als The Mask, Tina in het park, maar hun ontmoeting verloopt niet zoals Stanley dat had gewild. Hun ontmoeting wordt verstoord door Kellaway. Dankzij Peggy Brandt weet Stanley aan een grote groep agenten te ontkomen, maar hij belandt van de regen in de drup wanneer Peggy is omgekocht door Dorian. Dorian steelt het magische masker, en laat Stanley daar samen met een groen nep-masker droppen bij het politiebureau, waar hij wordt opgesloten vanwege de bankoverval.
Tina bezoekt Stanley in zijn cel en bekent dat Dorian het masker zal gebruiken om die avond een bomaanslag te plegen in de Coco Bongo. Stanley raadt haar aan de stad uit te vluchten, maar ze wordt door Dorian ontvoerd. Met Milo’s hulp weet Stanley uit de gevangenis te ontsnappen. In de Coco Bongo vermoordt Dorian zijn baas Niko, en plaatst een bom om de club samen met Tina op te blazen. Tina weet Dorian met een laatste kusverzoek over te halen het masker af te zetten, en schopt het uit zijn handen. Dankzij Milo, die het masker zelf ook even opzet om zichzelf te beschermen tegen de handlangers van Dorian, krijgt Stanley het masker weer in handen. Hij gebruikt het nog een laatste maal om alle handlangers van Dorian uit te schakelen, de bom onschadelijk te maken, en Dorian uit de weg te ruimen. De burgemeester van de stad, die in de club aanwezig was en dus Dorian met het masker heeft gezien, getuigt tegenover Kellaway dat Dorian “The Mask” was en Stanley onschuldig is.
De volgende ochtend brengen Stanley, Tina, Milo en Charlie het masker naar de brug waar Stanley het oorspronkelijk uit de rivier had gevist, alwaar Tina het masker terug in het water gooit. Charlie springt in de rivier om het masker te pakken, maar Milo is hem voor.

## Rolverdeling
| Acteur             | Personage                          |
| ------------------ | ---------------------------------- |
| Jim Carrey         | Stanley Ipkiss / The Mask          |
| Cameron Diaz       | Tina Carlyle                       |
| Peter Greene       | Dorian Tyrell / Dorian Loki Tyrell |
| Peter Riegert      | Inspecteur Mitch Kellaway          |
| Richard Jeni       | Charlie Schumaker                  |
| Jim Doughan        | Rechercheur Doyle                  |
| Orestes Matacena   | Niko                               |
| Amy Yasbeck        | Peggy Brandt                       |
| Ben Stein          | Dr. Arthur Neuman                  |
| Reg E. Cathey      | Freeze                             |
| Denis Forest       | Sweet Eddy                         |
| Nils Allen Stewart | Orlando                            |
| Nancy Fish         | Mrs. Peenman                       |
| Jeremy Roberts     | Bobby de uitsmijter                |
| Blake Clark        | Murray                             |
| Eamonn Roche       | Mr. Dickey                         |
| Max                | Milo (Ipkiss' hond)                |

## Achtergrond
De film is losjes gebaseerd op de eerste delen van de stripserie The Mask. De filmversie is echter veel lichter en cartoonachtiger dan de strip. De stripserie heeft over het algemeen een donkere ondertoon, en behandelt ook vooral de negatieve en kwaadaardige effecten van het magische masker. De effecten van het masker in de film zijn komisch, maar niet noodzakelijk kwaadaardig. Stanley is een aardige man die het masker (meestal) voor goede doeleinden gebruikt. De enige grap uit de strips die in de film werd gebruikt, is die waar Stanley als The Mask een ballon verandert in een machinegeweer en een straatbende onder vuur neemt. Het bloederige einde uit de strip werd echter weggelaten, aangezien alle bendeleden het overleven.
Oorspronkelijk was het plan om van de film inderdaad een duistere horrorfilm te maken gelijk aan de strips, en verschillende scenario's werden geschreven rondom dit idee. Maar toen Carrey de hoofdrol kreeg, werden alle plannen omgegooid en de film omgezet naar een komische film. Ook het personage van The Mask onderging veranderingen. In de strips kan iemand die het masker draagt tot bloedens toe verwond worden, maar geneest altijd onmiddellijk. In de film kan de hoofdpersoon niets overkomen, aangezien het masker hem in een levend tekenfilmfiguurtje verandert. Het magische masker zelf is in de film van Noorse afkomst, en niet Afrikaans, en er wordt verondersteld dat het masker de krachten van de god Loki bevat. In een verwijderde scène was te zien hoe het masker naar de westerse wereld wordt gestuurd zodat de oude Noormannen Loki erin op konden sluiten, en het masker vervolgens weg lieten drijven.

## Reactie
De film bracht wereldwijd 350 miljoen dollar op. De recensenten vonden de film ook goed.
De film werd genomineerd voor een Oscar in de categorie “beste visuele effecten”, maar verloor van de film Forrest Gump.

## Prijzen en nominaties
| jaar | prijs                            | categorie                                            | genomineerde(n)                                               | uitslag     |
| ---- | -------------------------------- | ---------------------------------------------------- | ------------------------------------------------------------- | ----------- |
| 1994 | Filmfestival van Sitges          | Beste effecten                                       | Ken Ralston, Greg Cannom                                      | gewonnen    |
| 1995 | Academy Award                    | beste visuele effecten                               | Scott Squires, Steve 'Spaz' Williams, Tom Bertino, Jon Farhat | genomineerd |
| 1995 | Saturn Award                     | Beste kostuums                                       | Ha Nguyen                                                     | genomineerd |
| 1995 | Saturn Award                     | Beste fantasyfilm                                    | -                                                             | genomineerd |
| 1995 | Saturn Award                     | Beste make-up                                        | Greg Cannom                                                   | genomineerd |
| 1995 | American Choreography Award      | Outstanding Achievement in Feature Film              | Jerry Evans                                                   | gewonnen    |
| 1995 | BAFTA Film Award                 | beste grime/haar                                     | Greg Cannom, Sheryl Ptak                                      | genomineerd |
| 1995 | BAFTA Film Award                 | Beste productieontwerp                               | Craig Stearns                                                 | genomineerd |
| 1995 | BAFTA Film Award                 | Beste speciale effecten                              | Scott Squires, Steve 'Spaz' Williams, Tom Bertino, Jon Farhat | genomineerd |
| 1995 | BMI Film Music Award             | -                                                    | Randy Edelman                                                 | gewonnen    |
| 1995 | Artios                           | beste acteurs voor een film                          | Fern Champion, Mark Paladini                                  | genomineerd |
| 1995 | International Fantasy Film Award | beste film                                           | Chuck Russell                                                 | genomineerd |
| 1995 | Golden Globe                     | beste optreden door een acteur in een film – komedie | Jim Carrey                                                    | genomineerd |
| 1995 | Hugo Award                       | beste dramatische presentatie                        | -                                                             | genomineerd |
| 1995 | Blimp Award                      | favoriete dierster                                   | Max (Milo)                                                    | gewonnen    |
| 1995 | ALFS Award                       | nieuwkomer van het jaar                              | Jim Carrey                                                    | gewonnen    |
| 1995 | MTV Movie Award                  | beste komische optreden                              | Jim Carrey                                                    | gewonnen    |
| 1995 | MTV Movie Award                  | Best Breakthrough Performance                        | Cameron Diaz                                                  | genomineerd |
| 1995 | MTV Movie Award                  | Beste komische optreden                              | Jim Carrey                                                    | genomineerd |
| 1995 | MTV Movie Award                  | Beste dansscène                                      | Cameron Diaz, Jim Carrey                                      | genomineerd |
| 1995 | MTV Movie Award                  | Meest aantrekkelijke vrouw                           | Cameron Diaz                                                  | genomineerd |
| 1995 | Golden Raspberry Award           | slechtste nieuwe ster                                | Jim Carrey                                                    | genomineerd |

## Trivia
- Ipkiss/The Mask zegt in de film tegen een politieagent "It wasn't me, it was the one-armed man." Dit is een verwijzing naar The Fugitive.
- Wanneer Ipkiss de The Mask is, draagt hij een gele zogenaamde zoot suit. Dat is een herenpak met een hoge taille, een vastgeknoopte broek met wijde pijpen over de hele lengte, strakke manchetten en een lange jas met brede revers en brede schoudervullingen.